# Creazione (teologia)

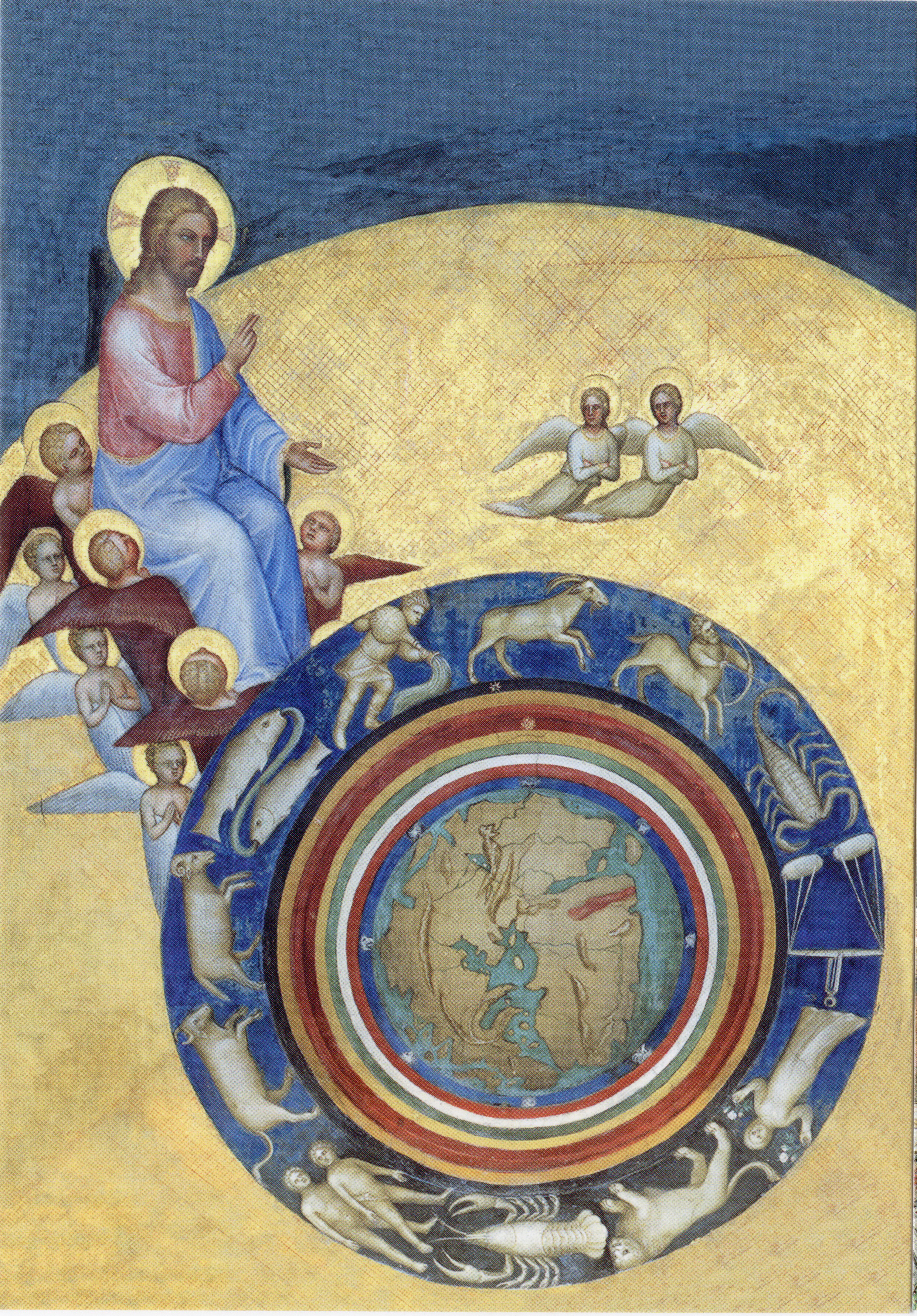
La creazione del mondo, affresco medioevale di Giusto de' Menabuoi, battistero di Padova.

In ambito religioso e teologico, la creazione è l'opera di una o più divinità che, per propria volontà, dà luogo al creato, ossia con un atto deliberato porta all'esistenza ciò che prima non esisteva. Questo processo potrebbe essere concepito come istantaneo, oppure esplicandosi in un cammino evolutivo più o meno complesso, riferibile sia all'origine del mondo sia dei singoli esseri viventi.

## Creazione o eternità del mondo?
Il concetto di creazione non è prerogativa di tutte le religioni. Alcune di esse non ne fanno menzione. Secondo la mitologia greca, per esempio, il mondo è sempre esistito in forma di caos, ovvero in una sorta di disordine primordiale che è poi mutato in cosmo dando origine agli dei. La concezione greca delle origini del mondo, pertanto, non implica la creazione da parte di una divinità.
Già nel De Caelo di Simplicio è presentato un argomento anticreazionista frequente nei filosofi pagani che deducevano la coeternità dell'universo a Dio dal fatto che una creazione temporale del cielo avrebbe negato Dio in quanto motore immobile e anche in quanto causa prima immutabile.

## Creazione o evoluzione?
Nell'Ottocento emerse, contrapposta all'idea di creazione, l'ipotesi dell'evoluzione, presupponendo l'una incompatibile con l'altra. Infatti l'evoluzione così concepita implicava lo sviluppo di una caratteristica insita sia negli esseri viventi che negli esseri inanimati, ritenuta indipendente dalla volontà di un'entità soprannaturale. Nel 1950 papa Pio XII, nell’enciclica Humani Generis, precisava che "I fedeli non possono abbracciare quell’opinione i cui assertori insegnano che dopo Adamo sono esistiti qui sulla terra veri uomini che non hanno avuto origine, per generazione naturale, dal medesimo come da progenitore di tutti gli uomini, oppure che Adamo rappresenta l’insieme di molti progenitori", come ripreso anche nel Catechismo della Chiesa cattolica (Compendio del 2005, quesiti: 7, 75 e 76); Adamo ed Eva sono infatti venerati come santi dalla Chiesa cattolica.
Lo storico del cristianesimo Remo Cacitti, in merito alla storicità dei personaggi di Adamo ed Eva e del conseguente peccato originale, evidenzia che la Chiesa "continua a ritenerla centrale nella sua dottrina, come ribadisce anche l'ultimo catechismo, che definisce il peccato originale «un fatto accaduto all'inizio della storia dell'umanità»".
Oggi, in alcune dottrine, come per esempio nell'evoluzionismo teista cattolico, si tende a negare questa contrapposizione. La creazione in senso teologico si riferisce alla volontà e al potere di Dio, ma ciò non esclude che Dio possa creare utilizzando anche caratteristiche evolutive presenti nelle creature.
Un'ipotesi alternativa di creazione, non incentrata sulle concezioni teleologiche e soteriologiche sostiene che la divinità non esprime alcuna supervisione etica delle modalità evolutive, per cui il fine della creazione non è più coincidente con la nascita della specie umana. Questo pensiero è proprio di concezioni deistiche, secondo cui la divinità non si occupa di etica. Questo concetto si oppone al pensiero delle religioni rivelate.
Questo tipo di impostazione è totalmente differente rispetto a quanto sostenuto da interpretazioni nello stile dell'Intelligent Design, poiché non esprime nessuna teleologia analoga a quella delle interpretazioni classiche. Tale accezione di creazione è dunque in sintonia con il paradigma dell'evoluzionismo; è materia di dibattito se l'Intelligent Design debba o meno essere considerato una forma di Creazionismo.

## Caos e Cosmo
La parola greca "caos" indica un vuoto abissale illimitato, che secondo la Teogonia di Esiodo precedette la nascita della Terra (Gea), pur comparendo all'improvviso senza essere esistito dall'eternità. Dato, però, che è difficile immaginare la nascita del mondo dal nulla (Ex nihilo nihil fit), la parola caos venne poi utilizzata e tuttora si utilizza per indicare una condizione di disordine della materia. In particolare un universo si definisce caotico se caratterizzato dall'assenza di ordine.
Secondo molte mitologie l'universo caotico è preesistente al cosmo, l'universo razionale e ordinato. Il caos, che imperava nel periodo precedente alla formazione del mondo reale, avrebbe consentito la formazione del cosmo e, quest'ultimo, quella del mondo reale. Anche nella Bibbia Dio avrebbe anzitutto creato "il cielo e la terra", cioè il "tutto" e successivamente avrebbe ordinato il mondo separando la luce dalle tenebre, le acque superiori da quelle inferiori, ecc.

## La creazione secondo le religioni e le culture del mondo
Segue un elenco descrittivo per ordine alfabetico dei principali miti della creazione tramandati da popolazioni di diverse religioni e culture.

### Aborigeni australiani
Nella cultura degli aborigeni australiani, la creazione del mondo ha un ruolo importante. Questa risale al Tempo del sogno, in cui gigantesche creature, i totem, attraversarono la Terra cantando di ciò che incontravano nel sogno, rocce, pozze d'acqua, animali, piante, e così facendo portarono questi elementi alla creazione vera e propria.

### Indiani d'America

#### Apache
Per gli Apache, all'inizio dei tempi non esisteva nulla, ovunque era buio. Improvvisamente emerse, sospeso a mezz'aria, un sottile disco, giallo da un lato, e bianco dall'altro. All'interno sedeva un piccolo uomo barbuto, chiamato, l'Autore, ossia, "Colui che vive al di sopra". Quando guardò nel buio infinito, la luce apparve in alto. Quando guardò in giù, si creò un mare di luce. Quando guardò ad est, creò le strisce gialle dell'alba, mentre ad ovest, tinte di diversi colori apparvero ovunque. Vi erano anche nubi di diversi colori. Creò anche tre altri dei: una piccola ragazza, un Dio Sole e un piccolo ragazzo. Poi creò i fenomeni celesti, i venti, la Tarantola e la terra, nella forma di una pallina marrone non più grande di un fagiolo, mescolato con il sudore di quattro Dei nelle mani del Creatore. Il mondo fu espanso fino alla sua attuale forma dagli Dei che prendevano a calci la piccola palla marrone. Il Creatore disse al Vento di andare dentro alla sfera e di farla esplodere. Ma la Tarantola, molto scorretta e indisciplinata, intrecciò un filo nero, e, attaccandolo alla sfera, scappò ad est, tirandolo con tutta la sua forza. La Tarantola ripeté quest'azione con un filo blu, tirandolo questa volta verso sud, con un filo giallo verso l'ovest e con un filo bianco verso nord. Con poderosi strattoni in ogni direzione, la sfera si allargò fino ad una grandezza non misurabile, così diventò la Terra! Non vi erano colline, montagne o fiumi, ma solo pianure soffici e prive di alberi. Allora il Creatore creò il resto degli esseri e tante bellezze della Terra che divennero feconde.

#### Cherokee
Per il popolo Cherokee, in principio, vi era solo l'acqua. Tutti gli animali vivevano sopra di essa ed il cielo era sommerso. Erano tutti curiosi di sapere cosa ci fosse sotto l'acqua ed un giorno Dayuni'si, lo scarabeo acquatico, si offrì volontario per esplorarla, ma in superficie non riuscì a trovare nessun terreno solido. Per cui decise di esplorarla sotto la superficie, fino al fondo, e, tutto quello che trovò, fu del fango che portò in superficie. Dopo averlo raccolto, iniziò a spargerlo dappertutto, fino a che non divenne la Terra così come la conosciamo.
Dopo che tutto ciò accadde, uno degli animali attaccò questa nuova terra al cielo con quattro stringhe. La terra era ancora troppo umida, così gli animali inviarono il grande falco nel Galun'lati per prepararla. Il falco volò e quando raggiunse la terra dei Cherokee era così stanco che le sue ali iniziarono a colpire il suolo. Ogni volta che colpivano il suolo si formava una valle od una montagna. Gli animali poi decisero che era troppo buio, così crearono il sole e lo misero lì dove è tutt'oggi.

#### Hopi
Gli anziani dicono che il primo Hopi aveva scelto di vivere uno sterile deserto, così essi avrebbero sempre dovuto pregare per avere la pioggia. Per questo non avrebbero mai perso la fede nelle loro cerimonie, mantenendo il legame con Madre Natura e il Creatore. Gli anziani sostenevano che i veri Hopi rappresentassero tutti i popoli pellerossa attraverso l'autorità a loro conferita dal creatore, il dio Maasaw.

#### Irochesi
Secondo un demiurgo degli Irochesi, in principio non esisteva una terra su cui vivere, ma solo un abisso d'acqua, ma sopra, nel Grande Blu, vi era una comunità chiamata, il "Mondo del Cielo", che comprendeva una donna che sognava.
Una notte sognò un albero fonte di luce. Il sogno la turbò, così andò a chiedere all'uomo nel Mondo del Cielo di estirpare quest'albero. Scavarono attorno alle sue radici per fare spazio ad ancora più luce, ma l'albero cadde attraverso il buco e scomparve. Dopo ciò vi fu solo ombra. Colti di sorpresa e non sapendo cosa fare, l'uomo del Mondo spinse la donna attraverso il buco. La donna si sarebbe persa negli abissi se un pesce falco non fosse giunto in suo aiuto usando le sue piume.
Il pesce falco non avrebbe potuto tenerla sopra le sue ali per molto tempo, così chiese agli altri animali e agli uccelli un aiuto: avrebbero dovuto creare un terreno solido su cui la donna potesse stare. Uno svasso si calò fino al fondo del mare e riportò del fango nel suo becco. Una tartaruga, spalmò il fango sul suo guscio, e si rituffò ancora molte volte. Anche le anatre portarono i loro becchi pieni del fondo dell'oceano e lo spalmavano sul dorso della tartaruga. Il castoro aiutò a costruire il terreno, rendendo la copertura più grande. Gli uccelli e gli animali costruirono i continenti fino a formare la terra, mentre la donna era al sicuro seduta sulla schiena della tartaruga. Ma, secondo tale tradizione, la tartaruga continua a tenere la terra sulle sue spalle.
Dopo questo, uno degli spiriti del Mondo del Cielo, scese e guardò la terra. Dopo che vi ebbe viaggiato, la trovò meravigliosa, e così creò le persone per viverci e diede loro capacità speciali: ogni tribù della nazione degli Irochesi fu dotata di doni speciali da condividere con il resto dell'umanità.

#### Navajo
Secondo i Navajo in principio vi erano le Persone Sante, supernaturali e sacre: vivevano sotto terra in quattro mondi sottostanti. Una grande inondazione sotterranea forzò le Persone Sante a risalire in superficie attraverso un sentiero, dove ricrearono ogni mondo che incontravano. Negli ultimi mondi, la Donna del Cambiamento diede vita agli Eroi Gemelli, chiamati "Mostro dilaniatore" e "Figlio delle acque" che nel tempo vissero molte avventure, liberando il mondo dal male. Le Persone della Superficie, mortali, furono creati nel quarto mondo, e il Primo Uomo e la Prima Donna vennero creati dalle bucce del grano bianco e giallo. Gli dei insegnarono loro cerimonie, praticate ancora oggi.

### Ainu
La cosmologia del popolo Ainu era formata da sei paradisi e sei inferni nei quali vivevano divinità, demoni e animali. I demoni si trovavano nel paradiso basso, le divinità minori vivevano tra le nuvole. Nel sommo paradiso viveva Kamui, divinità creatrice, con i suoi servi. Il suo reame era circondato da un resistente muro di metallo, accessibile solo tramite un grande cancello di ferro.
Kamui creò il nostro mondo definendolo come un grande oceano adagiato su di un'enorme trota. Secondo questa tradizione l'esistenza delle maree sarebbe dovuta a questo pesce che di volta in volta succhia o caccia fuori l'acqua del mare. Sempre questo pesce, tramite il suo movimento, sarebbe la causa dei terremoti.
Un giorno Kamui osservando dall'alto questo mondo acquatico decise di modificarlo. Così mandò un suo messo che fece emergere delle isole.
Quando gli animali videro quanto fosse bello quel mondo, convinsero Kamui a lasciarli liberi di vivere in quel luogo. Kamui, tuttavia, creò anche molte altre creature. Il primo popolo, gli Ainu, aveva corpi di terra e capelli di erba gallina. Kamui inviò sulla terra Aioina, l'uomo divino, per insegnare agli Ainu come cacciare e cucinare.

### Antico Egitto

Rappresentazione della cosmogonia egizia in un sarcofago del Terzo periodo intermedio, tra il 1076 e il 944 a.C. Museo Egizio, Torino.

Nella mitologia egizia sono riportati tre miti cosmogonici distinti, corrispondenti a tre diversi culti originati dai maggiori centri sacerdotali.
Secondo la teologia eliopolitana, nota attraverso i "testi delle piramidi", al centro del mito della creazione vi è il dio solare Atum. Nato dall'oceano primordiale (Nun), Atum salì su una collina, creò, secondo alcune traduzioni con il suo sperma e secondo altre con la saliva Shu, il vuoto, e la dea Tefnut l'umidità, che a loro volta generarono Geb e Nut, la terra ed il cielo. Da questi ultimi nacquero due coppie di fratelli e sorelle, Osiride, Iside, Seth e Nefti, i quali procrearono l'umanità. L'insieme di queste divinità formò la grande Enneade eliopolitana.
Secondo la dottrina menfita, la creazione del mondo sarebbe opera di Ptah, che con il cuore, sede del pensiero, e con la lingua, la parola donatrice di vita, avrebbe generato otto emanazioni di sé.
La cosmogonia tebana, basata su un'antica leggenda della città di Ashmunein (Ermopoli), narra di una collina di fango emersa dalle acque, originando otto dei primordiali, quattro maschili con testa di rana e quattro femminili con testa di serpente. Queste otto divinità formarono l'Ogdoade ermopolitana. La leggenda passata a Tebe si sarebbe trasformata e gli dei avrebbero creato un uovo, da cui nacque Amon, il dio-sole.
Col tempo, i gruppi rivali si fusero e Ra e Atum furono identificati in una sola divinità. Amon divenne per un certo periodo la somma divinità per poi divenire una manifestazione di Ra. Anche Ra e Horus furono identificati come uno solo quando si tentò, invano, di introdurre il monoteismo.

### Babilonia
Il mito della creazione Babilonese è stato descritto nell'Enûma Elish, di cui esistono diverse copie e versioni, la più antica delle quali è datata, presumibilmente, 1700 a.C. Secondo questa descrizione, il dio Marduk si armò per combattere il mostro marino Tiāmat (Tiāʾmat). Marduk distrusse Tiamat, tagliandola in due parti che divennero la terra e il cielo. Dopo, distrusse anche il marito di Tiamat, Kingu, usando il suo sangue per creare l'umanità.

### Bantu
I Bantu descrivono, nei loro miti cosmologici, il demiurgo, ossia un'entità plasmatrice del mondo. Alcuni ritengono anche che in origine la Terra fosse costituita da acqua e oscurità. Mbombo, un gigante bianco, governava un universo caotico. Un giorno sentì un fortissimo dolore allo stomaco, così vomitò il Sole, la Luna e le stelle. Il Sole iniziò a splendere, e l'acqua ad evaporare, formando le nuvole. Gradualmente apparvero colline asciutte. Mbombo vomitò di nuovo e questa volta produsse gli alberi, gli animali, le persone e molte altre cose: la prima donna, il leopardo, l'aquila, l'incudine, la scimmia Fumu, il primo uomo, il firmamento, la medicina e la luce. Nchienge, la donna delle acque, viveva ad Est. Aveva un figlio, Woto, e una figlia, Labama. Woto fu il primo re dei Bakuba.

### Bibbia
La Creazione è un elemento fondamentale della fede ebraica e cristiana secondo la quale il mondo e tutti gli esseri animati e inanimati sono stati creati da Dio.
Vi sono due racconti della creazione, corrispondenti grosso modo ai capitoli 1 e 2 della Genesi, il primo, tra i libri che compongono la Bibbia.
La versione biblica della creazione - come successo anche tra il racconto di Noè e l'Epopea di Gilgamesh (poema di Atrahasis) - presenta notevoli paralleli, sia nella storia sia nella terminologia, con il mito della creazione mesopotamico di Enuma Elish - anteriore di alcuni secoli al libro della Genesi - a partire dalle parole iniziali del racconto mesopotamico "Quando [«enuma elish», in lingua originale] i cieli non erano stati nominati né la terra chiamata col suo nome", mentre una traduzione letterale del primo versetto della Genesi è "Quando Dio iniziò a creare il cielo e la terra, la terra era informe e deserta". Si ritiene che la redazione finale di questi capitoli della Genesi, in particolare la fonte P «Sacerdotale», sia successiva alla conquista babilonese del regno di Giuda.
La Bibbia narra che il mondo fu creato in sette giorni, indicazione interpretata in senso letterale da molti teologi antichi, benché sin da allora studiosi autorevoli lo intendessero come un artificio letterario.

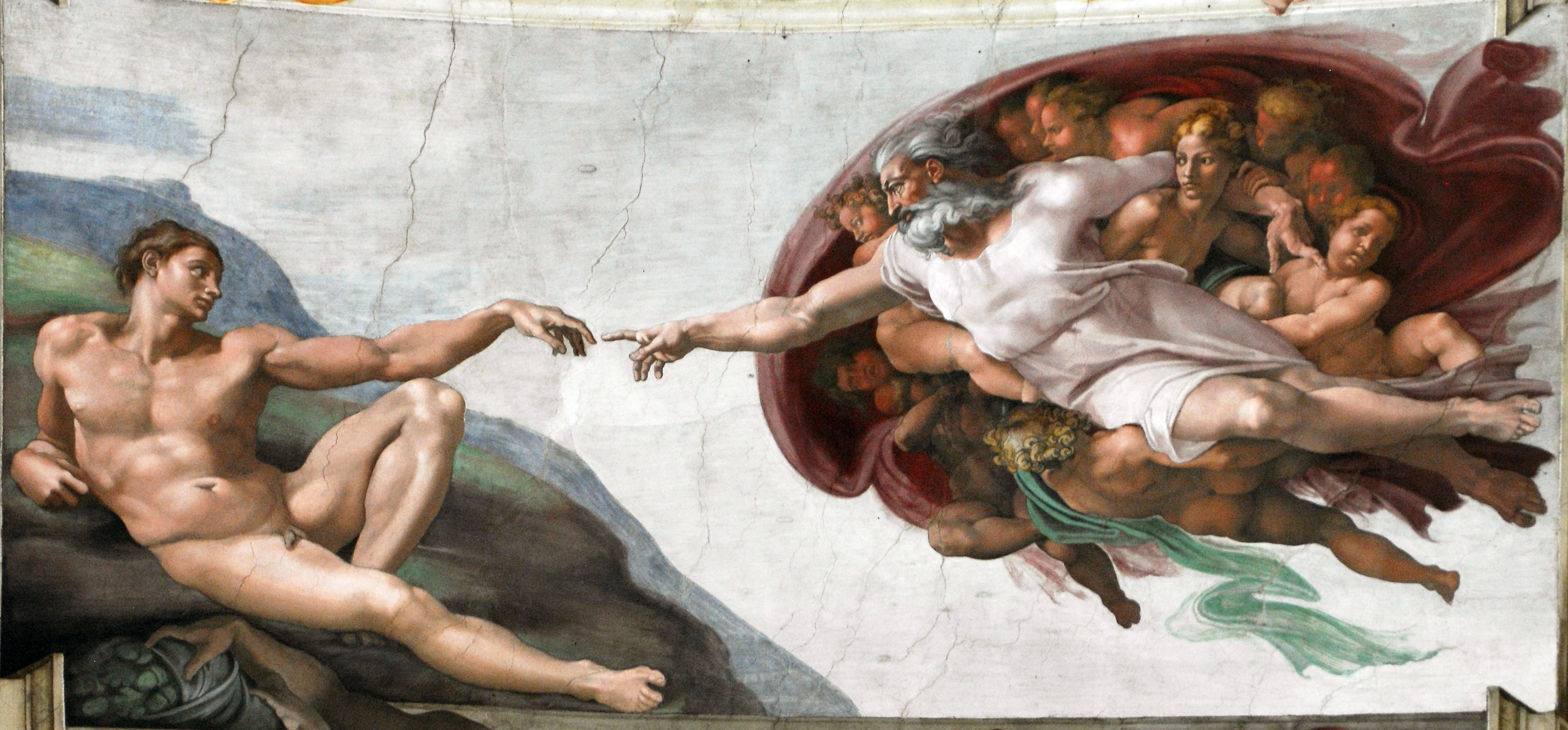
Creazione di Adamo (da un affresco di Michelangelo)

Secondo il libro della Genesi, Dio preesisteva all'ordine creato. La Genesi riporta il primo atto di Dio verso il mondo che noi conosciamo: "Dio creò..." (Genesi 1,1). Tutta la creazione, dalla luce delle stelle del cielo ai pesci del mare, alla compenetrazione tra polvere e il soffio divino che ha dato vita all'umanità, fu realizzata da Dio per rallegrarsi della bontà meravigliosa della natura e dell'ambiente della terra. L'uomo e la donna furono creati per amare e ben amministrare le risorse del mondo e condividere la gioia di Dio.
Unica, in tutto l'ordine del creato, l'umanità, uomini e donne, è portatrice dell'imago Dei, l'immagine di Dio tra le cose animate e inanimate del creato. In quanto portatori della sua immagine, gli esseri umani hanno il mandato di vivere in comunione con Dio, e di prendersi sia cura l'uno dell'altro, che del mondo.
Resistendo all'invito al "Noi" della comunità con Dio e con gli altri, gli esseri umani fin dall'inizio scelgono di vivere nell'"Io" dell'individualismo e dell'auto-realizzazione.
A questo punto della narrativa delle origini nella Genesi, gli esseri umani divennero, per usare le parole del teologo evangelico Francis Schaeffer, "indiscutibilmente piegati". Questo isolamento auto-inflitto muove l'anima umana verso l'auto-conservazione e l'auto-assorbimento. Questa "caduta nell'ombra", ha reso possibili per la razza umana pericolosi percorsi distruttivi, e contemporaneamente ha creato il bisogno della presenza di un Adamo redentore che scelga di vivere una vita in comunità con Dio, rovesciando così gli effetti della presunta e ineluttabile caduta.

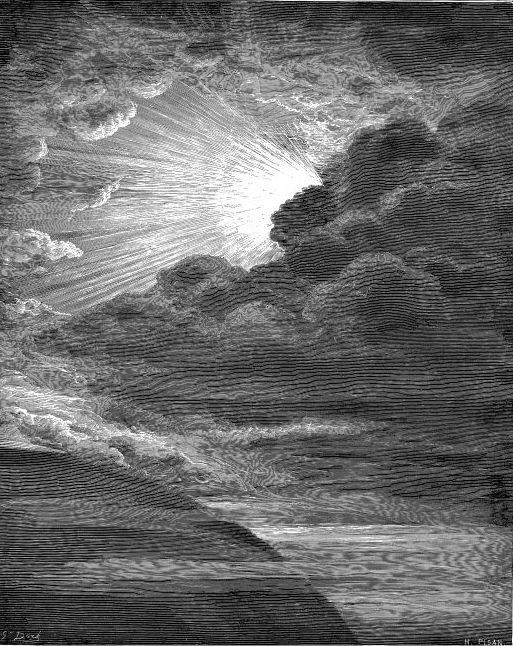
Creazione della Luce, di Gustave Doré. L'incisione rappresenta in modo letterale l'incipit biblico di Genesi 1:1 ("Sia la luce").

Tra i filosofi gnostici Basilide è il primo ad affermare la dottrina della creazione dal nulla.
Nel panorama degli autori cristiani, Teofilo di Antiochia nel suo Ad Autolicum, secondo libro, offre il più antico commento ai primi capitoli della Genesi scritto da un teologo cristiano che ci sia pervenuto. Nel secondo libro (§ 10) scrive che "Prima di tutto e in modo concorde ci insegnarono che (Dio) creò ogni cosa dal nulla."
L'espressione latina creatio ex nihilo fu utilizzata per la prima volta nella traduzione latina Vulgata del Pastore di Erma, composta verso il 200.
San Tommaso d'Aquino descrive la creazione dal nulla in modo compatibile e aderente sia al racconto della Genesi che con le idee della filosofia precedente.
Secondo Tommaso, la creazione avvenne ex nihilo e in initio temporis, vale a dire che il tempo ebbe inizio e fu creato insieme agli altri enti. Kant obiettò che una creazione non ab aeterno implicherebbe un tempo in cui nessun ente è ancora, tempo che non sarebbe concepibile, poiché in esso sarebbe soltanto il nulla e non si darebbe la condizione di esistenza di nessun essere. La Neoscolastica replicò che tale tempo antecedente agli enti non esistette mai.
Secondo Tommaso, la creazione ab aeterno e quella in initio temporis sono ugualmente possibili per la ragione. La Rivelazione porta il dato della creazione in initio temporis, di cui la ragione può dimostrare la non-contradditorietà, ma non la necessità filosofica.

#### Primo racconto della creazione (circa 500 a.C.)
Il primo racconto della creazione (1,1-2,3a) usa lo schema letterario dei sette giorni. In questo racconto Dio "crea dal nulla" tutte le cose e la sua opera creatrice consiste anche nel far passare il mondo dal caos all'armonia, dal disordine alla bellezza. Il racconto suppone cioè uno stato iniziale informe, in cui predominavano le tenebre e l'acqua (1,1-2).
Nel corso della creazione Dio opera tre separazioni: la luce dalle tenebre, le acque meteorologiche del cielo da quelle dei mari, la terra asciutta dal mare, e tre abbellimenti: gli astri, gli animali, l'uomo, nel modo seguente:
- Nel primo giorno viene separata la luce dalle tenebre (1,3-5[22]).
- Nel secondo giorno vengono separate le acque superiori[Nota 9] dalle acque inferiori (1,6-8[23]). A quel tempo si credeva che attraverso la volta celeste le acque superiori si potessero filtrare, dando origine alla pioggia.
- Nel terzo giorno dalle acque inferiori viene separata la terra (1,9-10[24]).
- Viene quindi generato il regno vegetale (1,11-13[25]).
- Nel quarto giorno vengono poste nel firmamento le due luci maggiori, il Sole e la Luna (1,14-19[26]: separazione del giorno dalla notte); bisogna notare però che essi vengono chiamati rispettivamente, "luminare maggiore" e "luminare minore": l'autore biblico teme che si possano confondere con gli astri divinizzati dai popoli circostanti, e per questo non li chiama con il loro nome.
- Nel quinto giorno vengono creati gli esseri marini e gli uccelli[Nota 10] e vengono benedetti perché possano moltiplicarsi (1,20-23[27]).
- Nel sesto giorno vengono creati gli animali (1,24-25[28]).
- Viene poi creato l'uomo (1,26-31[29]), con le seguenti caratteristiche:
  - deve dominare su tutto il resto della creazione;
  - è creato uomo e donna;
  - è creato a immagine e somiglianza di Dio;
  - è benedetto perché sia fecondo;
  - riceve in alimento i vegetali: semi e frutti degli alberi.
- Il settimo giorno Dio cessa di creare e benedice e consacra il settimo giorno (2,1-3a[30]). Ciò diventerà, nell'ebraismo, il precetto del riposo del sabato.

L'uomo viene fatto simile a Dio, come a "Sua immagine e somiglianza" sulla terra. Per sottolineare l'importanza e la diversità dell'uomo rispetto alle altre opere di creazione, vengono inseriti due particolari: il plurale nel soliloquio di Dio alla sua corte celeste, ed il riferimento ad un dialogo con gli esseri appena creati, che pone Dio in una relazione unica e personale con l'uomo e la donna. Inoltre il testo afferma che tutta l'opera della creazione è "buona"; invece della creazione dell'uomo e della donna si dice che è "molto buona", affermando in questa modo la supremazia dell'essere umano su tutto il resto della creazione. L'opera creatrice verrà poi affidata all'uomo da curare e completare, e con lo scopo di riprodurre. Il testo suppone implicitamente che Dio è eterno, cioè che esisteva prima di creare il resto delle cose.

#### Secondo racconto della creazione (circa 900 a.C.)
A differenza del primo racconto della creazione - in cui l'uomo è creato per ultimo e contemporaneamente alla donna - nel secondo racconto l'uomo è invece creato per primo e la donna solo successivamente (dopo piante, animali e uccelli) da una costola dell'uomo stesso.
In questo racconto Dio è considerato come se fosse un vasaio che impasta la polvere del deserto attraverso la quale crea una figura umana, per poi la collocarla in un'oasi nel deserto, dove potrà vivere in una condizione di armonia e di pace. Poi Dio viene alla sera a dialogare con l'uomo e l'uomo lavora ad abbellire il mondo e a custodirlo nella pace.
Ma l'uomo non è solo intelligenza, lavoro, progresso, è anche fatto di sentimenti e ha bisogno di reciprocità. Questa può trovarla solo “nell'altro se stesso”, nella donna, dono di Dio, e grazie a essa l'uomo scoprirà l'amore. Vedi anche il concetto di Nuova creazione nella Bibbia.

#### Nuovo Testamento
Nel Nuovo Testamento il concetto di Dio cambia e diventa più complesso: Io sono l'Alpha e l'Omega, l'inizio e la fine (Apocalisse 1,8). All'inizio fu il Verbo e il Verbo era Dio... Tutte le cose furono fatte da lui e senza lui niente sarebbe stato creato. In lui era la vita e la vita era la luce degli uomini (Giovanni 1,1-4).
Secondo il credo cristiano, Gesù, il Cristo di Dio, era il nuovo Adamo mandato a noi "nella pienezza dei tempi". La ricerca dell'umanità di ritornare al giardino dell'Eden culminerà in un nuovo e ancora più pieno paradiso terrestre, sotto forma di "cielo e terra nuova".

### Buddhismo
Il Buddhismo normalmente non prende in considerazione la questione riguardante l'origine del mondo e della vita sulla Terra. Il Buddha, a questo proposito, disse che congetturare circa la fine del mondo condurrebbe solo alla noia e alla follia. Il Buddha, inoltre, affermò di non avere intenzione di cercare risposta a queste domande, perché in contrasto con il suo obiettivo: il raggiungimento dell'illuminazione.

### Cabala ebraica
Il concetto di "Tzimtzum" è un elemento centrale dell'approccio ebraico al concetto di Causa Prima, come venne esplorata dal rabbino Mosè Maimonide.

### Cina
La mitologia cinese della creazione si basa su concetti provenienti da miti estremamente diversi. Secondo alcuni di essi, non esistono prove utili per giustificare la creazione e risalire alle sue origini; secondo altri originariamente esisteva un'entità che dividendosi generò il paradiso e la terra. Il Taoismo, il mito di Pangu e vari racconti tribali espongono concetti cosmologici chiaribili mediante l'approfondimento delle voci sottostanti.

#### Taoismo
Il Taoismo concepisce il Tao come forza fondamentale e funzionale alla creazione. Il Tao, ovvero il vuoto senza nome, permette la formazione dell'esistenza: quest'ultima consta negli opposti, lo yin e lo yang da cui nasce ogni cosa, le Diecimila Cose. Secondo Lao Tzu il Tao è ciò che dà in eterno senza venire svuotato, e che riceve in eterno senza venire riempito. Ciò che non esiste per sé è in grado di durare.

#### Mito di Pangu
Secondo questa interpretazione, proposta dai monaci Taoisti secoli successivi a Lao Zi, l'universo nacque da un Uovo Cosmico. La divinità Pangu nacque poi da quell'uovo rompendolo in due parti: quella superiore divenne il cielo e quella inferiore la terra. Man mano che la divinità crebbe, le due parti dell'uovo si allontanarono sempre più, e, quando morì, le parti del suo corpo diedero origine ai continenti.

### Dogon
Un mito della Creazione del mondo ricorre presso il popolo africano dei Dogon del Mali. Si tratta di una storia sacra trasmessa per via orale, utile anche per rinsaldare e unificare la comunità. Questo mito ha la funzione primaria di descrivere come andarono i fatti all'origine della vita, quando da un caos primordiale si diffuse la vita degli esseri viventi.

### Giappone
Il dio Izanagi e la dea Izanami agitarono l'oceano con una lancia per creare una piccola isola di sale coagulato. Le due divinità scesero sull'isola, si accoppiarono, crearono le isole principali, le divinità e i predecessori del Giappone

#### Zen
Il tutto e il niente sono un tutto unico inseparabile. La filosofia Zen nega che la persona possa essere la causa scaturente. Nel parlare delle origini afferma che il piano dell'essere è la vera causa scaturente.

### Gnosticismo
Gran parte delle sette gnostiche teorizzavano che il mondo fosse stato creato non da Dio, ma da eoni che, nel loro complesso formavano il Pleroma.
Gli eoni, in molti sistemi gnostici, rappresentano le varie emanazioni del Dio primo, noto anche come l'Uno, la Monade, Aion Teleos (l'Eone Perfetto), Bythos (greco per Profondità), Proarkhe (greco per Prima dell'Inizio), Arkhe (greco per Inizio). Questo primo essere è anch'esso un eone e contiene in sé un altro essere noto come Ennoia (greco per Pensiero), o Charis (greco per Grazia), o Sige (greco per Silenzio). L'essere perfetto, in seguito, concepisce il secondo ed il terzo eone: il maschio Caen (greco per Potere) e la femmina Akhana (Verità, Amore).
Quando un eone chiamato Sophia (Saggezza) emanò senza il suo eone partner, il risultato fu il Demiurgo, o mezzo-creatore, una creatura che non sarebbe mai dovuta esistere. Questa creatura non apparteneva al Pleroma, e l'Uno emanò due eoni, Cristo e lo Spirito Santo, per salvare l'umanità dal Demiurgo. Cristo prese poi la forma della creatura umana Gesù, in modo da poter insegnare all'umanità la via per raggiungere la gnosi: il ritorno al Pleroma.
Sophia è talora identificata con una vergine da un lato, prostituta sacra e principio della fecondità dall'altro. Sposa del padre (in greco: ennoia), sarebbe il principio femminile del cosmo (protennoia), che il padre creò a seguito delle sue insistenze e per un suo errore. Puro spirito che effonde il soffio vitale nei viventi, è stata confusa con la Sapienza di Salomone e con lo Spirito Santo Dio; gli angeli da lei creati la vollero prigioniera di un corpo femminile.
È affine alla Protennoia trimorfica copta unita a un dio pagano dal quale continuamente discende sulla terra e riascende al cielo. Il testo copto la chiama anche pistis sophìa per distinguerla dal padre androgino Eleleth. La stessa espressione ricorre nel II secolo come il tentativo di unire e sposare la religione biblicamente rivelata (pistis) con le dottrine figlie delle religioni sapienziali-mitiche pagane (gnosis) confluite nell'Ellenismo.
Il mito di una sposa del Signore, sorgente di sapienza e di fecondità, accomuna la divinità cananea Asherat, Anat Yanu, Athirat, Astarte e l'Afrodite greca. Fu ripreso da Simone il Mago che la descrisse come la prima idea di Dio, madre degli angeli e delle potenze del mondo.
Anche il Vangelo di Giuda, recentemente scoperto, ma composto tra il 130 e il 180, menziona gli eoni e parla degli insegnamenti di Gesù al loro riguardo. In un passo di tale Vangelo, Gesù deride i discepoli che pregano l'entità che loro credono essere il vero Dio, ma che è in realtà il malvagio Demiurgo.
Gli gnostici ofiti, o naaseni veneravano il serpente, perché, come narrato nella Genesi (3,1), era stato mandato da Sophia per indurre gli uomini a nutrirsi del frutto proibito della conoscenza per acquisire una consapevolezza almeno pari a quella del loro creatore.

### Grecia classica
Platone, nel suo dialogo Timeo, descrive un mito della creazione che coinvolge un essere chiamato Demiurgo. Il mondo dell'Essere vivente e immobile, che contiene le idee eterne e immutabili, è opposto alla generazione del cosmo sensibile che imita l'eternità e si muove secondo il numero. Secondo Platone, «quando il padre, che l'aveva generato, vide muoversi e vivere questo mondo, fatto ad immagine degli eterni dèi, se ne compiacque», (Timeo, 37c) decidendo di generare anche il tempo e di «fare dell'eterno -che rimane nell'uno- un'immagine che eterna procede nel tempo e che noi abbiamo detto tempo.» (Timeo, 37d) «[...] in una parola, un tale essere esclude da sé tutti quegli accidenti che il divenire implica per tutto ciò che si muove nel piano del sensibile». Il tempo viene generato dopo lo spazio della materialità indefinita (in greco: chora) che è l'elemento di differenziazione della sensibile finito e mortale dalla perfezione eterna e pura di accidenti che appartiene all'Essere e delle idee.
Esiodo, nella sua Teogonia, racconta che in principio c'era Caos, il quale diede vita a Gea/Gaia (la Terra), Tartaro (gli Inferi), Eros (l'Amore), Nyx (l'Oscurità della notte) ed Erebo (le tenebre degli Inferi). Gea partorì poi Urano, il cielo stellato, suo pari, per coprire sé stessa, le colline e le profondità senza frutto del Mare, e Ponto, tutto "senza la dolce unione dell'amore", ma solo da sé stessa. Successivamente, narra Esiodo, essa giacque con Urano e generò Oceano, i Titani Ceo, Crio, Iperione e Giapeto e le Titanidi Teia e Rea, Temi e Mnemosine e Febe dalla corona d'oro e l'amabile Teti.
"Dopo di loro nacque Crono, scaltro, il più giovane e il più terribile dei suoi figli, che odiava il suo potente padre." Crono, seguendo le raccomandazioni di Gea, evirò Urano. Sposò Rea che gli diede sei figli Estia, Demetra, Era, Ade, Poseidone, e Zeus. Zeus e i suoi fratelli rovesciarono Cronos e gli altri titani, quindi estrassero a sorte quello su cui ciascuno di loro avrebbe regnato. Zeus estrasse i cieli, Poseidone il mare, e Ade il sottosuolo, mentre la Terra sarebbe stata governata da tutti e tre.

### Hmong
Secondo la tradizione Hmong, in un'epoca remota i fiumi e l'oceano coprirono la terra. Due ragazzi, fratello e sorella, furono chiusi in un tamburo di legno giallo. Le persone del cielo guardarono giù e videro la terra. Tutto era morto. Solo il tamburo di legno giallo galleggiava sulle acque.
"Colpisci la terra fino a forarla così che l'acqua dreni" disse il Re del Cielo.
L'acqua fluì via. Finalmente, il tamburo batté contro il terreno. Il fratello e la sorella uscirono dal tamburo e si guardarono intorno, tutto era morto.
"Dove sono le persone?" chiese la sorella.
Il fratello ebbe un'idea. "Tutte le persone sulla Terra sono andate via. Sposami, potremmo avere dei figli".
"Non posso sposarti, siamo fratelli"
Ma lui insisteva mentre lei continuava a dire "No!"
Alla fine il fratello disse: "Portiamo delle pietre sulla collina e facciamole rotolare a valle. Se le pietre atterrano una sull'altra, allora mi sposerai."
La sorella fece rotolare la sua pietra, ma appena il fratello fece rotolare la sua, questi corse più veloce che poteva giù per la collina e mise le pietre una sull'altra.
Quando la sorella vide le pietre scoppiò a piangere. Infine disse: "Ti sposerò, perché così doveva essere."
Un anno dopo la moglie diede vita a un neonato, ma non era umano. Non aveva né braccia né gambe, era proprio come una zucca. Il marito lo tagliò in pezzi e lo gettò via. Un pezzo cadde sul giardino e divenne il clan "Vang" perché "Vang" ha lo stesso suono di "Giardino" in Hmong. Un pezzo cadde nella stalla, alcuni caddero su delle foglie e su delle erbe, divenendo altri clan Hmong. Il Nhia, Mhoua, Pao, Ho, Xiong, Vue e così via.
Il mattino seguente il villaggio era pieno di case. Tutti andarono dai coniugi e dissero: "Madre e padre, mangiate con noi!"
Il marito disse alla moglie: "Ti ho chiesto di sposarmi perché tutte le persone sulla terra erano morte. Ora queste persone sono la nostra famiglia, i nostri figli".

### Inca
Il racconto Inca della creazione è conosciuto grazie ai racconti tramandati dai sacerdoti, dalla iconografia delle ceramiche, delle costruzioni architettoniche, ed infine grazie ai miti e alle leggende sopravvissute tra i nativi americani. Secondo questi racconti, nei tempi antichi la terra era immersa nell'oscurità. Da un lago chiamato Collasuyu (adesso Titicaca), emerse il dio Con Tiqui Viracocha, portando con sé alcuni esseri umani. Con Tiqui creò il Sole (Inti), la Luna e le stelle per illuminare il mondo. È proprio da Inti che il Sapa Inca, imperatore di Tawantinsuyu, discende. Al di fuori delle grandi caverne Con Tiqui modellò numerosi esseri umani, incluse alcune donne che erano già incinte. Allora egli mandò fuori queste persone in ogni angolo del mondo. Tenne però con sé un uomo e una donna a Cusco, l'"ombelico del mondo".
Con Tiqui, il creatore, aveva forma umana ma era privo di ossa. Così riempì la terra con cose buone per sopperire ai bisogni dei primi esseri umani. Le persone, però, dimenticarono Con Tiqui e si ribellarono. Così li punì smettendo di mandare la pioggia. La gente allora fu costretta a lavorare duramente arrangiandosi con la poca acqua che poteva raccogliere nei rigagnoli rimasti. Allora si affermò una nuova divinità, Pachacamac, che cacciò Con Tiqui e trasformò le persone da lui create in scimmie. Pachacamac poi si impossessò della Terra e creò gli antenati del genere umano.
Il fondatore della prima dinastia dei sovrani di Cusco fu Manco Cápac. Secondo una leggenda emerse dalle profondità del lago Titicaca grazie ad Inti, il dio del Sole. Un'altra versione della storia sosteneva che fosse il figlio di Tici Viracocha. Comunque alle persone comuni non era permesso pronunciare il nome di Viracocha, cosa che fornisce una possibile spiegazione della necessità dei due miti della fondazione.
In uno dei due miti Manco Capac era fratello di Pachacamac, entrambi figli del dio del sole Inti, conosciuto anche con il nome di Apu Punchau. Lo stesso Manco Capac veniva onorato come dio del fuoco o del sole. Secondo la leggenda di Inti, Manco Capac e i suoi fratelli di madre erano stati mandati sulla terra dal dio del sole ed erano fuoriusciti dalla caverna del Pacaritambo portando un bastone dorato chiamato tapac-yauri. Essi dovevano creare un Tempio del Sole nel luogo dove il bastone sarebbe affondato nella terra. Viaggiarono poi fino a Cusco lungo gallerie sotterranee e finalmente trovarono il luogo adatto per costruire il tempio in onore del dio del sole Inti, loro padre.
Durante il viaggio uno dei fratelli di Manco Capac e forse anche una delle sue sorelle vennero tramutati in pietre sacre (huaca). In un'altra versione di questa leggenda, invece di apparire da una caverna a Cusco, i fratelli sarebbero emersi dalle acque del lago Titicaca.
Secondo la leggenda di Tici Virachocha, invece, Manco Capac era il figlio di Tici Viracocha: egli e i suoi fratelli (Ayar Anca, Ayar Cachi e Ayar Uchu) e le sorelle (Mama Ocllo, Mama Huaco, Mama Raua e Mama Cura) vivevano vicino Cusco, presso Pacari-Tampu (oggi Pacaritambo, a 25 km a sud di Cusco). Una volta formato un popolo piuttosto numeroso riunito in dieci ayllu essi tentarono di assoggettare le tribù della valle di Cusco. Questa leggenda comprende inoltre l'esistenza di un bastone d'oro, sostenendo che questo oggetto era stato dato a Manco Capac da suo padre. La leggende inoltre narra che il giovane Manco avrebbe ucciso i suoi fratelli più grandi diventando così l'unico governante di Cusco.

### Induismo
Nella filosofia induista, vi sono molteplici interpretazioni e convinzioni circa la nascita dell'universo, le sue cause e la sua fine.
Presso le principali correnti devozionali, l'esistenza dell'universo è governata dalla Trimurti, composta da Brahmā (il Creatore), Visnù (il Preservatore) e Śiva (il Distruttore).
La sequenza di avatar di Viṣṇu, il Dasavatara viene oggi generalmente accettata dalla maggior parte degli induisti come ben correlata con la teoria dell'evoluzione di Darwin, in cui il primo avatar si genera dall'ambiente acquatico.
Gli induisti quindi non vedono la presenza di particolari conflitti tra creazione ed evoluzione. Un ulteriore ragione per questo può essere il concetto induista di tempo ciclico, come il sistema degli Yuga, o i giorni di Brahma, cicli di circa 4,3 miliardi di anni. Infatti, il tempo è rappresentato come Kala Chakra — la Ruota del Tempo.
Nell'induismo, le creazioni della natura e di tutti gli Dei sono Sue manifestazioni. È considerato essere presente sia all'interno che all'esterno delle sue creazioni, pervadendo l'intero universo. Quindi, tutti gli animali e gli esseri umani, hanno un elemento divino in loro, coperto dall'ignoranza e dall'illusione insito nella materia e dal vivere un'esistenza profana.
I testi indù e vedici come la Śrīmad Bhāgavatam descrivono che Maha-Visnù, giace nell'oceano causale e quando espira innumerevoli universi vengono emessi dai pori della sua pelle, quando inspira gli universi sono riportati entro il suo corpo.
(Brahma-samhitaa 5.48)

### Inuit
La tradizione Inuit afferma che il trickster, un essere spirituale, manifestatosi nella forma di un Corvo creò il mondo. Quando le acque spinsero il terreno su dalle profondità, il Corvo lo beccò e lo pose nel posto giusto. La prima terra era grande abbastanza per una sola casa occupata da una sola famiglia: un uomo, sua moglie, i loro figli e il Corvo. Il padre possedeva una sacca posta sopra il suo letto. Dopo che il Corvo ebbe molto pregato il padre, questi permise al figlio di giocarci. Mentre il Corvo giocava danneggiò la sacca e una luce uscì. Il padre che non voleva tutta quella luce prese la sacca dalle mani del figlio prima che potesse danneggiarla ulteriormente. Questa lotta è all'origine del giorno e della notte.

### Islam
L'Islam condivide con il Cristianesimo la fede in una creazione del mondo ad opera di Dio, con uno svolgimento temporale: «Veramente il vostro Signore è Allah, che creò il cielo e la terra in sei giorni ed è saldamente stabilito sul trono, a regolare e governare tutte le cose.» [Corano 10:3]
Nell'Islam ogni creazione è attribuita ad Allah l'unico Dio per i musulmani. È chiaramente identificato come la "prima causa" in numerosi versetti del Corano. In quanto Creatore ed Eterno, e in considerazione dell'impossibilità della materia bruta (madda) di sussistere senza il Suo continuo intervento, a Lui è attribuita la proprietà di qualsiasi atto creato, ivi compreso quello apparentemente riferibile all'essere umano, il quale ne avrebbe in definitiva il solo possesso (iktisāb)
Seguono tre esempi:
XIII:16 … «Rispondi: "È Dio il Creatore di tutte le cose, è Lui l'Unico, il Vittorioso ?" ».
LVII:3 «Egli è il Primo, Egli è l'Ultimo, Egli è il Dispiegato, Egli è l'Intimo, Egli è sovra tutte le cose sapiente ».
CXII:1-2 «Dì: "Egli, Dio, è uno - Dio l'Eterno. - non generò né fu generato - e nessuno Gli è pari" ».
Riferendosi all'argomento della "prima causa" il Corano indirizza i non-credenti:
LII:35-36 «Son essi che furono creati dal nulla, o son loro i creatori? Son forse loro che han creato i cieli e la terra? No! Nessuna certezza salda essi hanno».
Nella sura 21:30 il Corano dice << Non sanno dunque i miscredenti che i cieli e la terra formavano una massa compatta? Poi li separammo e traemmo dall’acqua ogni essere vivente. Ancora non credono? >> Allah ha iniziato la sua creazione da una massa iniziale unica, Egli ha poi dato l’ordine di far esplodere questa massa iniziale ed è esploso, poi si è trasformato in fumo - fase del fumo. Allah ha creato da questo fumo sia la terra che il cielo, vale a dire tutti i pianeti del cielo e quelli che stanno tra il cielo e la terra in tutte le forme della materia e dell’energia che ci sono note ed ignote. Questa fase è designata sotto il nome dell’"arrivo" o "venuta". La sua descrizione è contenuta nel versetto coranico che segue

### Maya
Secondo la tradizione Maya, all'inizio vi erano solo cielo e terra, personificati come una trinità di dèi chiamata, Cuore-del-Cielo. Volevano essere lodati. Cominciarono perciò col dire "Terra", che dunque apparve dal mare, seguita da montagne e alberi; questo rese felice Cuore-del-Cielo che contento del proprio lavoro creò gli animali della foresta: uccelli, cervi, giaguari, serpenti. Venne loro detto di moltiplicarsi e spargersi, e lodare Cuore del Cielo, ma gli animali non facevano altro che stridere e ululare, e ciò non piacque agli dei che resero gli animali esseri inferiori, e destinati a divenire servitori di chiunque avrebbe adorato Cuore-del-Cielo. Allora Cuore-del-Cielo creò l'uomo dal fango. Ma non riusciva a stare in piedi, aveva vista breve, per cui la nuova razza fu spazzata via e dissolta dall'acqua. Cuore-del-Cielo si rivolse pertanto ai due divini indovini per chiedere se avessero dovuto fare l'uomo in legno. Ma gli uomini di legno non si rivelarono altro che automi saldi e attivi ma senza cervello; così Cuore-del-Cielo provocò la distruzione di questa nuova razza per mezzo di un temporale, cosicché anche gli animali e gli oggetti si rivoltassero contro gli uomini di legno privi di spirito. Solo pochi uomini di legno fuggirono nelle foreste e si salvarono, vivono ancora e sono le attuali scimmie. Cuore-del-Cielo allora compì un altro tentativo: creare una razza convenientemente rispettosa, per cui plasmò i primi quattro esseri umani a partire da un impasto di mais al quale, con una bevanda di mais fu data la forza. Avevano vista, udito, movimento, parola ed erano molto saggi, pieni di riconoscenza verso i loro creatori elevarono lodi agli dei. Le facoltà di questi uomini li rendeva troppo simili agli dei così fu deciso di soffiare nebbia nei loro occhi, e, per limitare la loro capacità di conoscere, fecero in modo che si scontrasse con il mistero. Gli dei crearono poi le donne per rendere felici gli uomini e per darle loro la possibilità di generarsi, da queste unioni nacquero tutte le tribù dei popoli maya.

### Māori
Per i Maori la terra e la genealogia erano i riferimenti più importanti. Inizialmente esisteva Te Kore (il Vuoto) a cui fece seguito Te Poroa (la Notte). Da queste due divinità fecero discendere il Cielo e la Terra. Il mito della creazione Maori racconta che in origine il cielo e la terra erano uniti, quando Ranginui, il Padre Cielo, e Papatuanuku, la Madre Terra, giacevano insieme stretti in un abbraccio. Ebbero molti figli, ma questi vivevano nell'oscurità che vi era tra loro due: era una schiera di dei-bambini, ognuno dei quali aveva il controllo di una forza della natura. Ma i figli desideravano vivere alla luce, e così divisero i genitori contro la loro volontà. Dalla luce che brillò dopo quella separazione, ebbero allora origine le cose animate ed inanimate: da uno degli dei nacque l'uomo. Il dolore per la separazione da allora affligge Ranginui e Papatuanuku. Le lacrime di Ranginui cadono sotto forma di pioggia verso Papatuanaku per mostrare quanto egli l'ama. Le foschie che si levano dalle foreste sono i sospiri di Papatuanuku quando il calore del suo corpo brama il compagno e continua a nutrire l'umanità.

### Mitologia norrena
Dalle gocce di brina si creò Ymir, il primo essere vivente, padre dei giganti di ghiaccio. Insieme a lui nacque la mucca Auðhumla. La mucca leccò le pietre salate, generando Búri, il primo uomo. Da lui nacque Borr, e da quest'ultimo nacquero Odino, Víli e Vé. Odino e i suoi fratelli usarono il corpo di Ymir per creare l'universo, che consta di nove mondi. Posero il corpo sul vuoto, chiamato Ginnungagap, e usarono la sua carne per la creazione della terra e il suo sangue per creare il mare. Il suo teschio, tenuto su da quattro nani (Norðri Nord, Suðri Sud, Austri Est, e Vestri Ovest), fu usato per creare il cielo. Quindi, usando scintille da Múspellsheimr, gli dei crearono il sole, la luna e le stelle. Le sopracciglia di Ymir invece furono usate per creare un posto dove la razza umana potesse vivere; un posto chiamato Miðgarðr. I primi umani, Askr ed Embla, furono creati da tronchi.

### Polinesia
Secondo le tribù polinesiane il mondo venne creato da una divinità, anche chiamata, Astan Gabum, che secondo loro diede origine alle montagne, e poi alla terra ferma. Con il tempo creò gli animali e li fece moltiplicare, fino a che per pura casualità non nacque l'uomo. Secondo i reperti presenti all'interno delle isole orientali della Polinesia, l'uomo era causa di un errore della divinità, la quale avrebbe desiderato una forma di vita più interessante.

### Surat Shabd Yoga
La cosmologia dello Surat Shabd Yoga Yoga ritrae il complesso della creazione (il macrocosmo) come emanato e sistemato in una gerarchia spiritualmente differenziata, spesso indicata, da un punto di vista cosmogonico, come uova, regioni o piani. Tipicamente vengono descritti otto livelli spirituali posti sopra il piano fisico, anche se nomi e suddivisioni all'interno di questi livelli variano. Tutti i piani che si trovano sotto le regioni puramente spirituali sono sottoposti a cicli di creazione e dissoluzione (pralaya) o grande dissoluzione (maha pralaya).
La costituzione dell'individuo (il microcosmo) è una replica esatta del macrocosmo. Di conseguenza il microcosmo consiste di un certo numero di corpi, ciascuno dei quali adatto ad interagire con il piano o la regione corrispondente nel macrocosmo. Questi corpi si sviluppano sullo Yoga attraverso l'involuzione (emanazione da livelli alti a livelli bassi) e l'evoluzione spirituale (ritornare da livelli bassi a livelli alti), includendo il karma e la reincarnazione in vari stati di coscienza.

### Zoroastrismo
Nella narrazione della creazione dello Zoroastrismo, Ahura Mazdā creò 16 terre, una alla volta, tali che ognuna di esse fosse sorgente di piacere per la sua popolazione. Dopo la loro creazione, Angra Mainyu intervenne con una contro-creazione, introducendo malattie e peccati di vario genere. L'idea dualistica di due spiriti primordiali, considerati gemelli da Zoroastro, riprende un prototipo delle mitologie indoeuropee.

### Riferimenti
1. ↑  Michael Case, On the Eternity of the World in Late Antiquity. In appendice all'articolo sono citati testi da Platone a Proclo.
2. ↑   Jan A. Aertsen, Kent Emery e Andreas Speer, After the condemnation of 1277, Miscellanea mediaevalia, n. 28, Walter de Gruyter, 2001,  p. 552, ISBN 9783110169331, ISSN 0544-412 (WC · ACNP), OCLC 1001086437. citando Simplicio, De Caelo, 96, III, 7-9.
3. ↑  Vedere  Luca Bianchi, L’errore di Aristotele. La polemica contro l’eternità del mondo nel XIII secolo, La Nuova Italia, 1984,  pp. 92-103.
4. ↑  "7. Quali sono le prime tappe della Rivelazione di Dio? Dio, fin dal principio, si manifesta ai progenitori, Adamo ed Eva, e li invita ad un'intima comunione con lui. Dopo la loro caduta, non interrompe la sua rivelazione e promette la salvezza per tutta la loro discendenza. Dopo il diluvio, stipula con Noè un'alleanza tra lui e tutti gli esseri viventi."
5. ↑  "75. In che cosa consiste il primo peccato dell'uomo? L'uomo, tentato dal diavolo, ha lasciato spegnere nel suo cuore la fiducia nei confronti del suo Creatore e, disobbedendo Gli, ha voluto diventare «come Dio» senza Dio, e non secondo Dio (Gn 3,5). Così Adamo ed Eva hanno perduto immediatamente, per sé e per tutti i loro discendenti, la grazia originale della santità e della giustizia."
6. ↑  "76. Che cos'è il peccato originale? Il peccato originale nel quale tutti gli uomini nascono è lo stato di privazione della santità e della giustizia originali. È un peccato da noi «contratto», non «commesso»; è una condizione di nascita, e non un atto personale. A motivo dell'unità di origine di tutti gli uomini, esso si trasmette ai discendenti di Adamo con la natura umana, «non per imitazione, ma per propagazione». Questa trasmissione rimane un mistero che non possiamo comprendere."
7. ↑  Corrado Augias e Remo Cacitti, Inchiesta sul cristianesimo, Mondadori, 2012, pp. 230-231, ISBN 978-88-04-59702-5; Antonio Corsello, Errori nella Bibbia. Fede contro ragione, ILA Palma, 1999, pp. 51-54, ISBN 88-770-4386-5.
8. ↑  Sant'Adamo Primo uomo Url consultato il 12 febbraio 2019; Archivio: Sant'Adamo
9. ↑  Sant'Eva Prima donna Url consultato il 12 febbraio 2019; Archivio: Sant'Eva
10. ↑  Corrado Augias e Remo Cacitti, Inchiesta sul cristianesimo, Mondadori, 2012, pp. 230-231, ISBN 978-88-04-59702-5.
11. ↑   Sapienza 11,21, su La Parola - La Sacra Bibbia in italiano in Internet.
12. ↑  Agostino, De Genesi ad litteram 4,21,38.
13. ↑  Secondo il De Genesi ad litteram, ad esempio, attribuito a Sant'Agostino, il racconto della creazione in sei giorni dovrebbe essere inteso in senso allegorico. Dio non avrebbe creato l'universo in sei giorni, bensì in un unico istante eterno posto al di fuori del tempo, inserendo negli enti le ragioni della loro causalità (chiamate ragioni seminali) che successivamente governarono il loro sviluppo secondo la legge divina. La creazione andrebbe letta alla luce di Sapienza 11,21[11] secondo cui Dio crea le cose con "ordine, peso e misura":[12] 7 è un numero perfetto e simbolico che indicherebbe la perfezione del creato a opera di Dio. Inoltre, nella stessa Bibbia ispirata dallo Spirito Santo, esisterebbero altri passi che affermano che la creazione avvenne in un unico momento e non fu scandita in sei giorni.
14. ↑   Gn 1,1, su La Parola - La Sacra Bibbia in italiano in Internet.
15. ↑   Gerhard May, 3. The Creation of the World in Basilides and the Valentinians, in Creatio ex nihilo, Londra / New York, T&T Clark International, 2004,  pp. 62-117, ISBN 9780567456229.
16. ↑   Claudia Burini (a cura di), Gli apologeti greci, Roma, Città Nuova, 1986,  p. 391, ISBN 9788831130592.
17. ↑   Dio creò dal nulla (ex nihilo) o da materia pre-esistente?, su infocristiana.it.
18. ↑  Tommaso d'Aquino, La potenza di Dio, III, 5.
19. ↑  Sofia Vanni Rovighi, Elementi di filosofia , vol. III, Biblioteca La Scuola, capitolo 1
20. ↑   Gen 1,1-2,3a, su La Parola - La Sacra Bibbia in italiano in Internet.
21. ↑   Gen 1,1-2, su La Parola - La Sacra Bibbia in italiano in Internet.
22. ↑   Gen 1,3-5, su La Parola - La Sacra Bibbia in italiano in Internet.
23. ↑   Gen 1,6-8, su La Parola - La Sacra Bibbia in italiano in Internet.
24. ↑   Gen 1,9-10, su La Parola - La Sacra Bibbia in italiano in Internet.
25. ↑   Gen 1,11-13, su La Parola - La Sacra Bibbia in italiano in Internet.
26. ↑   Gen 1,14-19, su La Parola - La Sacra Bibbia in italiano in Internet.
27. ↑   Gen 1,20-23, su La Parola - La Sacra Bibbia in italiano in Internet.
28. ↑   Gen 1,24-25, su La Parola - La Sacra Bibbia in italiano in Internet.
29. ↑   Gen 1,26-31, su La Parola - La Sacra Bibbia in italiano in Internet.
30. ↑   Gen 2,1-3a, su La Parola - La Sacra Bibbia in italiano in Internet.
31. ↑   Gen2,4-7, su laparola.net..
32. ↑   Gen2,8-15, su laparola.net..
33. ↑   Gen2,18-20, su laparola.net..
34. ↑   Gen2,21-25, su laparola.net..
35. ↑  Cfr anche: Bart Ehrman, L'Antico Testamento, Carocci Editore, 2018, pp. 65, 85-87, ISBN 978-88-430-9350-2.
36. ↑   Ap 1,8, su La Parola - La Sacra Bibbia in italiano in Internet.
37. ↑   Gv 1,1-4, su La Parola - La Sacra Bibbia in italiano in Internet.
38. ↑  "Miti e leggende dell'Africa nera", di Gilberto Mazzoleni, Milano, RCS Libri, 2005, pp. 23, 24-27
39. ↑   A. Farina, Sophìa e la tirannia degli angeli, su ilbarattolodelleidee.org.
40. ↑   Institute for Christian Studies, Hellenization Revisited: Shaping a Christian Response Within the Greco-Roman World, University Press of America, 1994, ISBN 9780819195449, OCLC 1087983569.
41. ↑   A.H.Logan, Gnostic Truth and Christian Heresy: A Study in the History of Gnosticism, A&C Black, 1º gennaio 1996,  p. 121, ISBN 9780567097330, OCLC 1000557716.
42. ↑  Étienne Gilson, La filosofia nel Medioevo, BUR saggi, p.34, OCLC 1088865057. Citazione: La Gnosi è il primo tentativo di una filosofia d'insieme del Cristianesimo (Lipsio), o ancora, ch'essa fu "l'ellenizzazione acuta del cristianesimo" (Harnack).
43. ↑   Mircea Eliade, Dizionario delle religioni mediterranee, Jaca Book,  p. 186, ISBN 9788816800540`, OCLC 1154331287.
44. ↑  Vedi The Lost Gospel - versione online dal National Geographic, contenente  testi copti, traduzioni inglesi e fotografie.
45. ↑   Antonello La Vergata e Franco Trabattoni, Filosofia, cultura, cittadinanza, 1-La filosofia antica e medievale, La Nuova Italia,  p. 221, ISBN 978-88-221-6765-1.
46. ↑  I versetti citati sono presi da Il Corano, introduzione, traduzione e commento di Alessandro Bausani, Firenze, Sansoni, 1961 ISBN 88-17-16612-X.
47. ↑  Una versione della creazione da una prospettiva dello Surat Shabda Yoga, è delineata ne “Il grande schema dell'intera creazione”.